# Alfred Hammer
Alfred Hammer (* 20. Jahrhundert) ist ein ehemaliger deutscher Bobsportler.

## Leben
Hammer stammt aus Garmisch-Partenkirchen. Er wurde Mitglied des SC Rießersee, einem der in den 1950er und 1960er Jahren führenden lokalen Wintersportvereine. Als Sportdisziplin wählte er den Viererbob, mit dem er bald so erfolgreich war, dass er in nationalen und internationalen Wettkämpfen eingesetzt wurde. Er gehörte bald der erfolgreichen Bob-Mannschaft von Hans Rösch an, mit dem er einige Jahre lang zu den besten deutschen Viererbob-Mannschaften gehörte und mit der er sowohl Deutscher Meister als auch Weltmeister in Viererbob wurde.
Seinen ersten nationalen Erfolg erzielten er und die Mannschaft Hans Rösch, J. Hummerl und Sylvester Wackerle 1956, als sie die Deutsche Meisterschaft im Viererbob gewannen. Erster Höhepunkt des Viererbobs Rösch war 1958 der Gewinn der Weltmeisterschaft. Auf der Rießerseer Olympia-Bobbahn schlug sein Bob in der Besetzung Hans Rösch, Alfred Hammer, Theodor Bauer und Walter Haller den Rivalen aus Ohlstadt in der Besetzung mit Franz Schelle, Eduard Kaltenberger, Josef Sterff und Otto Göbl, die Zweite wurden.  1960 wurden Rösch und seine Mannschaft mit Alfred Hammer erneut Deutscher Meister im Viererbob. Bei den Weltmeisterschaften 1960 nahmen Rösch und Hammer erneut teil, mussten sich aber von der italienischen Mannschaft geschlagen geben und wurden Zweite und Gewinner der Silbermedaille.
Für den Gewinn der Goldmedaille bei den Bobweltmeisterschaften 1958 wurde die deutsche Viererbobmannschaft vom Bundespräsidenten am 12. September 1959 mit dem Silbernen Lorbeerblatt ausgezeichnet.